# Никанор (Иличич)
Епи́скоп Никано́р (в миру Неде́лько Или́чич, серб. Недељко Иличић; 6 ноября 1906, Нови-Бечей, Банат — 6 ноября 1986, Сремска-Каменица) — епископ Сербской православной церкви, епископ Бачский.

## Биография
Родился 6 ноября 1906 года в Новом Бечее в семье Неделько и Софии (урождённой Туцаков). Основную школу окончил у своём родном месте, а гимназию — у Великом Бечкереке.
Окончил духовную семинарию в Сремских-Карловцах, после чего поступил на богословский факультет Белградского университета, где его наставником был епископ Темишварский Георгий (Летич). В 1930 году окончил богословский факультет и на день святого архистратига Михаила был рукоположён в сан диакона.
21 сентября 1931 года в Монастыре Крушедол архимандритом Саввой (Трлаичем) был пострижен в мантию.
Как монах стал насельником монастыря святого Георгия в Темишварской епархии и в то же время поставлен суплентом гимназии в Великом Бечкереке (ныне Зренянин). Одновременно служил призодским диаконом и трудился в деле устройства богомольческого движения.
В 1933 году сдал профессорский экзамен, а в 1939 году возведён в сан протодиакона. Написал учебник по литургике за четвёртый класс средней школы и Катехизис.
20 мая 1947 года протодиакон Никанор (Илинчич) был избран епископом Горнокарловацким. Кроме того назначен администратором (временным управляющим) Далматинской епархией.
24 мая того же года митрополитом Загребским Дамаскином (Грданички) был рукоположён в сан иеромонаха.
3 июня того же в Белградской соборной церкви состоялась его хиротония во епископа Горнокарловацкого, которую совершили Патриарх Сербский Гавриил, епископ Злетовско-Струмичский Викентий (Проданов) и епископ Шумадийский Валериан (Стефанович).
Власти всячески препятствовали его служению и деятельности по восстановлению храмов, разрушенных хорватскими усташами во время войны. Оставшиеся храмы до середины 1950-х годов разрушались новыми властями, а священнослужители претерпевали гонения.
12 июня 1951 года назначен епископом Сремским с освобождением от должности администратора Далматинской епархии.
На Сремской епархии он также застал нанесённые войной раны и должен был заниматься восстановлением разрушенных войной храмы и монастыри.
26 июня 1955 года переведён на Бачскую епархию с кафедрой в Нови-Саде.
С 1963—1984 год временно управлял Будимской епархией на территории Венгрии,  власти которой не позволяли назначить туда постоянного епископа.
Одновременно в 1978—1980 годы временно управлял Сремской епархий.
Скончался 6 ноября 1986 года и похоронен в крипте соборной церкви в Нови-Саде.